# غلاس السفلى (حبيش)

تعديل مصدري - تعديل

غلاس السفلى هي إحدى قرى عزلة جبل عميقة بمديرية حبيش التابعة لمحافظة إب، بلغ تعداد سكانها 323 نسمة حسب تعداد اليمن لعام 2004.